# Un vagón en problemas
Trolley Troubles (literalmente "Problemas con el tranvía"; conocida como Un vagón en problemas en español) es un cortometraje de animación de 1927, producido por Charles B. Mintz y George Winkler, y dirigido por Walt Disney. La caricatura es la primera aparición de Oswald el conejo afortunado, un personaje que Disney y Ub Iwerks crearon para Universal Pictures y Mintz.

## Trama
Oswald está preparando un tranvía para transportar a varios conejitos y otros personajes animales, pero hay algunos obstáculos. El primero es la vaca Bessie, que camina sobre las vías y se niega a moverse hasta que Oswald conduce el tranvía por debajo de ella. Oswald piensa que todo está bien hasta que la colina se vuelve empinada. Oswald usa una cabra para subir el tranvía y luego bajar la colina.
El tranvía inesperadamente entra en un camino lleno de baches, arrojando a los niños fuera del tranvía. Oswald reza para sobrevivir, se quita el pie, lo besa y se lo frota en la cabeza (como dice el dicho de que la pata de un conejo da buena suerte). Finalmente, el tranvía se estrella en un río y se convierte en una balsa. Oswald usa un gran palo para remar río abajo.

## Historia y desarrollo
A principios del verano de 1927, Walt Disney terminó la primera caricatura de Oswald, titulada "Poor Papa", pero en Universal no estaban muy satisfechos. Esperaban un personaje más parecido a Charlie Chaplin y pensaban que Oswald era demasiado mayor y demasiado gordo. Disney aceptó hacer algunos cambios y la caricatura no se estrenó en los cines en ese momento. Es posible que la película estuviera inspirada en "The Toonerville Trolley" (1920), cortometraje basado en la caricatura del periódico "Toonerville Folks".
En cambio, se presentó para su estreno el segundo cortometraje de Oswald: "Trolley Troubles". Universal quedó satisfecha y el corto fue estrenado por Universal el 5 de septiembre de 1927.
La prensa adoraba la nueva serie de dibujos animados que Walt hizo y Oswald se convirtió en un personaje popular. A partir de entonces, se estrenaba un nuevo dibujo animado cada dos semanas.
En cuanto a Poor Papa, finalmente se estrenó en los cines, aunque Universal lo retuvo hasta 1928. En total, se estrenaron nueve dibujos animados de Oswald en 1927.
El dibujo animado se reeditó el 23 de noviembre de 1931, después de que Walter Lantz Productions se hiciera cargo de la serie de Oswald. Este relanzamiento se completó con música y efectos de sonido.
Los derechos de autor de Trolley Troubles expiraron en 1955.

## Medios domésticos
El cortometraje se lanzó en DVD el 11 de diciembre de 2007 en Walt Disney Treasures: The Adventures of Oswald the Lucky Rabbit. Una versión restaurada del corto se lanzó en Disney+ el 7 de septiembre de 2023, como parte del centenario de The Walt Disney Company.